# Felipe Cavalcante
Felipe Cavalcante (Brasília, 1985) é um ilustrador e designer brasileiro. Possui graduação em Design Gráfico pela Universidade de Brasília e Mestrado em Poéticas Contemporâneas pela mesma instituição. Já expôs trabalhos em mostras nacionais e internacionais, como o London Design Festival e o TrimarchiDG, na Argentina. Além de seu trabalho com ilustrações e design, também é professor do Departamento de Design da UnB, ministrando disciplinas em tipografia, ilustração e materiais e processos de impressão. Entre outros projetos, em 2018 criou o projeto gráfico e as ilustrações do livro infantojuvenil Clarice, de Roger Mello. Por este trabalho, ganhou o Prêmio Jabuti de 2019 na categoria "Projeto gráfico" e o Prêmio Aloísio Magalhães, da Biblioteca Nacional, destinado também a premiar os melhores projetos gráficos de livros nacionais.